# William Huskisson
William Huskisson PC (11 de março de 1770 - 15 de setembro de 1830) foi um estadista britânico, financista e membro do Parlamento por vários círculos eleitorais, incluindo Liverpool. Ele é mais conhecido hoje em dia, no entanto, como a primeira vítima de acidente de trem. Huskisson foi atropelado pela locomotiva Rocket, de George Stephenson.

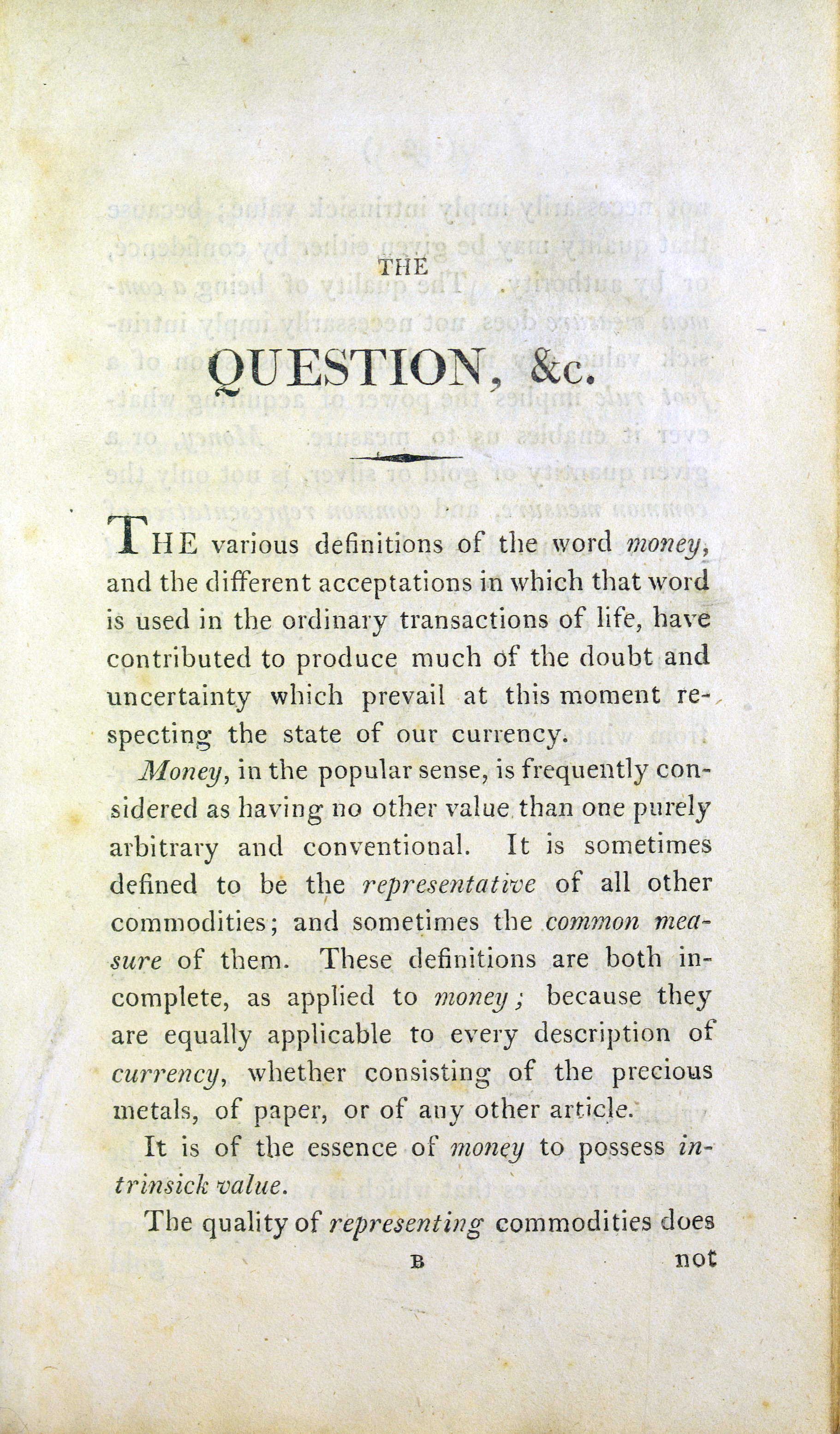
Question concerning the depreciation of our currency, 1810